# Amanita decipiens
Espèce
Amanita decipiens est une espèce de champignons vénéneux, basidiomycètes du genre Amanita, de la famille des Amanitacées.
Elle est aussi connue sous les noms d'Amanite trompeuse et d'Amanite printanière trompeuse.

## Description du sporophore
Le chapeau de 3 à 8 cm de diamètre est hémisphérique à convexe, avant de prendre une forme plus étalée. Il est de couleur blanche.
Le stipe lisse, de couleur blanche, mesure entre 6 et 12 cm de hauteur, pour 7 à 15 mm de diamètre. Il est terminé par un bulbe arrondi, sortant d'une volve en sac. Ce champignon présente un anneau anneau mince, qui peut souvent être observé plaqué au pied.
Lorsque de la potasse ou de la soude touche l'amanite trompeuse, cette dernière prend une couleur jaune vive sur la zone de contact.

## Toxicité
L'amanite trompeuse est mortelle,. Les toxines et les symptômes sont les mêmes que ceux de l'amanite phalloïde, l'amanite de printanière et l'amanite vireuse,. Ainsi, ces champignons sont responsables du syndrome phalloïdien. 

## Espèces proches et confusions possibles
L'amanite trompeuse est une espèce proche de  l'amanite phalloïde, l'amanite de printanière et l'amanite vireuse,, ces trois champignons ayant à la fois des lames blanches sous le chapeau, un anneau sur le pied et une volve en sac
Lorsqu'elle est jeune, amanita decipiens peut également être confondue avec l'agaric jaunissant qui est un champignon toxique.

## Sources
- Champignons du Nord et du Midi, André Marchand, Hachette 1971,  (ISBN 84-499-0649-0)